# إسماعيل الحامدي
إسماعيل الحامدي (1226هـ - 1316هـ) (1811م - 1898م) هو الإمام العلامة: إسماعيل بن موسى بن عثمان بن محمد بن جودة الأزهري، الأحمدي، الشهير بالحامدي ( أبو الفداء ) عالم مشارك في أنواع من العلوم. ولد في بلدة الحامدية بمديرية قنا ونشأ بها، والتحق بالأزهر وتلقى العلوم العقلية والنقلية، ورأس رواق الصعايدة به.[بحاجة لتوضيح] من تصانيفه: حاشية على شرح الكفراوي على الآجرومية.
روابط خاصة بمؤلفاته: